# Martin Vlaarkade

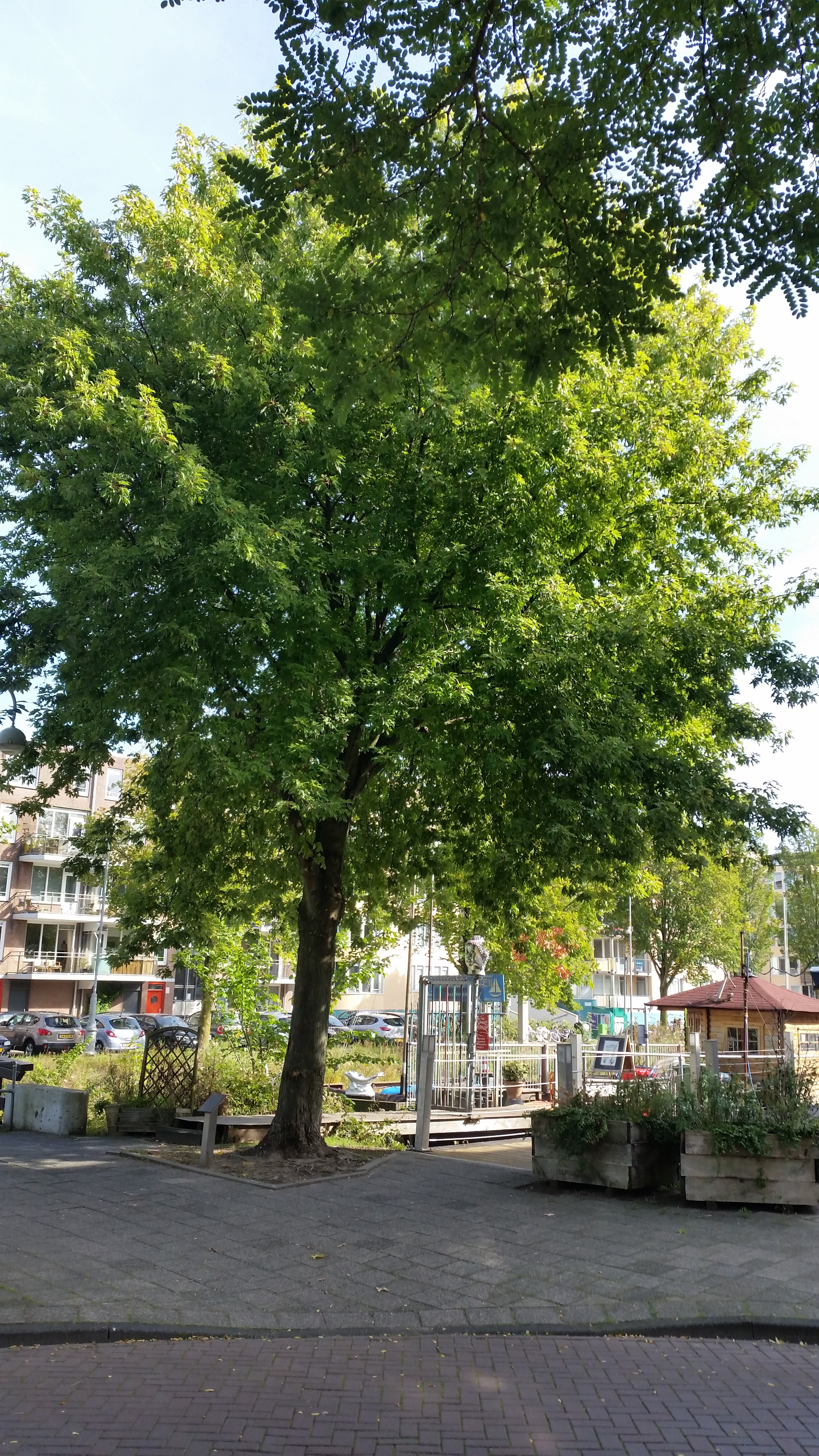
Wil van Deventerboom (september 2019)

Martin Vlaarkade is een straat in Amsterdam-West (Oud-West).

## Geschiedenis en ligging
De straat kreeg per stadsdeelraadbesluit van 2 november 1983 haar naam; een vernoeming naar Martin Vlaar. In de vroege jaren tachtig werd de omgeving van de Wester Suikerraffinaderij gesaneerd en heringericht. Daarbij werd de Van Noordtgracht enigszins verlegd. In plaats van industrie kwam er woningbouw en kreeg een deel van de kade van die gracht de naam Martin Vlaarkade. 
De Vlaarkade ligt tussen het Suikerplein en een insteekhaventje van de Van Noordtgracht. Als straat ligt tussen het genoemde plein en de Westzaanstraat. Met brug 1909 en de Robiënnabrug kan per voet of fiets de Van Noordtgracht oversteken.  

### Martin Vlaar
Grondwerker Martinus Vlaar (Sloten (plaats in Noord-Holland), 13 maart 1904 - Amsterdam, 11 februari 1975) sloot zich in de jaren dertig aan bij de Nederlandse communisten. In die hoedanigheid hielp hij mee in de illegaliteit de Februaristaking in de Tweede Wereldoorlog te organiseren. Aanhangsers van het Naziregime organiseerden na die staking een klopjacht en wisten ook Vlaar te vinden en sloten hem op in het Huis van Bewaring aan de Weteringschans en dat aan de Amstelveenseweg en het Oranjehotel te Scheveningen. Hij kreeg gevangenisstraf, die hij in Duitsland moest ondergaan. In 1945 werd hij bevrijd door de Amerikaanse troepen. Hij bleef politiek actief voor de CPN in districten en partijafdeling en nam zitting in Verenigd Verzet (belangen van slachtoffers nazi-terreur). Tevens bleef hij vanuit zijn woning aan het Zaandammerplein actief binnen de Spaarndammerbuurt. Hij was enige tijd lid van de gemeenteraad van Amsterdam voor de CPN.

## Gebouwen
De Vlaarkade kent oneven huisnummers tussen 3 en 123. Het betreft hier een strook woonhuizen gebouwd rond 1988 langs de kade met vleugels naar het plein en Westzaanstraat. De Martin Vlaarkade kent slechts een even huisnummer; het is van een constructie op het water.

## Kunst
Op de kade staat het kunstwerk Recycled '92 van Menno Boddé. Nabij de Robiënnebrug staat een boom opgedragen aan Wil van Deventer, eveneens een wijkinitiatief. 